# Spider Crew
Spider Crew ist eine Hardcore-Band aus Wien, die seit 1999 existiert.

## Geschichte
Die Band wurde 1999 von Mitgliedern und ehemaligen Mitgliedern der lokalen Hardcore-Bands Only Attitude Counts und Bust the Chain in Wien gegründet. Auf die Veröffentlichung einer EP bei I Scream Records folgten 2001 Auftritte auf Festivals in Deutschland und den Niederlanden. Nach der Veröffentlichung des Albums A Menace ta Society 2003 absolvierte die Band ihre erste Europa-Tournee als Headliner. 2009 legte sie eine Schaffenspause ein.
Sänger Sean D'Aloise stammt aus den Vereinigten Staaten und war dort bereits als Sänger der Band Aggressive Threat in Erscheinung getreten. Der ehemalige Sänger Kim Ahl stammt ursprünglich aus Schweden und war eine Zeitlang Webmaster für Agnostic Front;  Ende der 2010er-Jahre zog er zurück nach Schweden und gründete 2019 in Göteborg die Hardcore-Band Unjustified Violence.

## Stil und Rezeption
Spider Crew spielen klassischen New York Hardcore mittleren Tempos mit Oi!-Anleihen; die Band selbst bezeichnet ihre Musik als "Vienna Style Hardcore" (VSHC). Eine Besonderheit gegenüber klassischen Bandstrukturen stellt die Aufstellung mit bis zu drei Sängern dar. Die Sänger Mike Crucified und Kim Ahl spielten dabei auf vergangenen Veröffentlichungen sowohl Gitarre als auch Bass.
Das Ox-Fanzine rezensierte die ersten vier Alben der Band und ordnete sie dabei dem New York Hardcore zu. Die Debüt-EP You Better Recognize bezeichnete es dabei als klischeehaftes Oldschool-Album, dessen Sound man "schon tausendmal (sic) gehört habe". Als Zielgruppe für das erste Album A Menace ta Society machte das Magazin "irgendwelche komischen in den Neunzigern bei (...) schlechter Musik hängen gebliebenen Suffköpfe" aus und wertete das Album als "scheiße". Mit dem Album Still Crazy But Not Insane wandelte sich die Wahrnehmung des Ox. Zwar wurden keine musikalischen Veränderungen festgestellt, es handele sich bei der Musik immer noch um schnellen NYHC im Stile von Agnostic Front oder Warzone mit klischeebehafteten Texten, aber die Einordnung innerhalb des Meta-Genres Hardcore wurde verschoben: Rezensent Andreas Zengler sah das Album als "gut tuenden" Gegenentwurf zum Erscheinungszeitpunkt populären Emo. Mit dem 2014er-Album Too Old To Die Young galt die Spider Crew dem Ox dann als "europäische Hardcore-Institution", die zwar mit "pathetischen Songtiteln" immer noch polarisiere, an der man aber als Hardcore-Fan nicht vorbei komme. Das Magazin sah zu diesem Zeitpunkt musikalische Parallelen zu den Ryker’s. Auch Metal.de sieht eine Entwicklung der Band im Laufe ihres Bestehens: Wäre die Debüt-EP noch von "immenser Prolligkeit" und "platten Textfetzen" geprägt gewesen, hätte sich die Band mit ihrem Album Menace Ta Society hin zu "schnellem, metallischem Oldschool" entwickelt und biete "ungeahnten musikalischen Abwechslungsreichtum". Das deutsche Webzine Away from Life bezeichnete die Musik der Band als "klassischen Hardcore" im Stil von Agnostic Front oder Madball, sah aber auch Einflüsse des Punk und insbesondere des Streetpunk. Bezug nehmend auf das 2017er-Album Sounds of Hatred wertete das Magazin, die Musik sei überraschungsfrei und stilistisch identisch mit der des Vorgängeralbums.

## Diskografie
- 2001: You Better Recognize (EP, I Scream Records)
- 2003: A Menace ta Society (I Scream Records)
- 2007: Hooligan (Split-Album mit Step2Far, Street Anthem Records)
- 2008: Expect the Unexpected (Swell Creek Records)
- 2011: Still Crazy but Not Insane (WTF Records)
- 2014: Too Old to Die Young (WTF Records)
- 2017: Sounds of Hatred (WTF Records)